# Dave Gambee
David P. „Dave” Gambee (ur. 16 kwietnia 1937 w Portland) – amerykański koszykarz, występujący na pozycji niskiego skrzydłowego, mistrz NBA z 1967 roku.
W 1967, w ramach draftu rozszerzającego, trafił do San Diego Rockets. Rok później w ten sam sposób został zawodnikiem Milwaukee Bucks.

## Osiągnięcia
NCAA
- Mistrz sezonu regularnego konferencji Pacific Coast (PCC – 1958)
- Zaliczony do:
  - II składu All-American (1958)
  - I składu All-PCC (1957, 1958)
  - Galerii Sław Koszykówki Konferencji Pac-10 - Pac-10 Basketball Hall of Honor (2010)

NBA
- Mistrz NBA (1967)[1]
- Lider play-off w skuteczności rzutów wolnych (1963)[2]